# هود (کلاه)
هود (به انگلیسی: Hood) نوعی کلاه است که بیشتر قسمت سر و گردن و گاهی صورت را پوشش می‌دهد. این سرپوش‌ها بیشتر دو طرف و بالای سر را می‌پوشانند و چهره شخص مشخص است اما با برخی از آن‌ها می‌توان با بندهایی حتی بخش‌هایی از چهره را نیز پوشاند (همانند هنگام سرما یا برای پنهان شدن). در برخی موارد، این نوع پوشش (با شکلی دیگر) توسط گروه‌های جنایت‌کار که می‌خواستند چهره‌شان مخفی بماند استفاده شده‌است.
پیشینه استفاده از هود به زمان‌های خیلی قدیم برمی‌گردد و گاهی بسیار شبیه به مدل‌های امروزی آن بودند.